# Jingnan
För andra betydelser, se Jingnan (olika betydelser).
Jingnan (荆南, Jīngnán), även kallat Nanping (南平) var ett av de tio kungadömena i Kina under tiden för De fem dynastierna och De tio rikena. Riket grundades av Gao Jixing som från år 907 utsågs till militärguvernör av Zu Wen (som grundade Senare Liang). När Senare Liang föll 923 förklarade sig det  lilla och svaga riket självständigt och Gao Jixings efterträdare utropade sig som Kung av Nanping. Rikets territorium motsvarade södra delen av dagens Hubei. År 963 blev riket erövrat av Songdynastin.